# Nicea
Nicea (fr. Nice, wymowaⓘ; wł. Nizza, oksyt. Niça, Nissa) – miasto we Francji, w regionie Prowansja-Alpy-Lazurowe Wybrzeże, w departamencie Alpy Nadmorskie. Jest piątym co do wielkości miastem Francji z liczbą ludności wynoszącą 342 295 osób w granicach administracyjnych. Aglomeracja jak i zespół miejski Nicei  ma około 1 milion mieszkańców.
Nicea leży u podnóża Alp Nadmorskich, nad Morzem Śródziemnym, na Lazurowym Wybrzeżu. Pod powierzchnią miasta, wzdłuż Promenady Paillon, przepływa rzeka Paillon. Wzdłuż wybrzeża ciągnie się Promenada Anglików o długości 7 km. W mieście funkcjonują porty morskie: handlowy, pasażerski i rybacki oraz międzynarodowy port lotniczy Nicea-Lazurowe Wybrzeże (trzeci pod względem liczby pasażerów we Francji). Jest drugim co do wielkości francuskim miastem nad Morzem Śródziemnym.
Rozwinięte usługi; przemysł głównie maszynowy, elektrotechniczny i spożywczy (olejarski). Miasto posiada połączenie magistralną linią kolejową i autostradą z Paryżem. W okolicy Nicei rozwinięta uprawa drzew cytrusowych, oliwek, winorośli i kwiatów (plantacje goździków, róż, mimozy). Znajdują się tu uniwersytet, liczne instytuty naukowo-badawcze, opera oraz muzea.

## Historia
Kolonia grecka Nikaia została założona ok. 300 p.n.e. przez Fokijczyków z Fokai. W czasach rzymskich Nicea była ważnym portem. Od III w. była siedzibą biskupstwa. Od V w. częste najazdy Germanów i Saracenów. W średniowieczu, zagrożona przez Genuę, broniła swojej niezależności w sojuszu z Pizą. W XIII-XIV w. kilkakrotnie pod władzą hrabiów Prowansji. W 1388 roku poddała się książętom Sabaudii (Hrabstwo Sabaudii), którzy przyczynili się do rozwoju miasta. Od tego czasu miasto w większości dzieliło swoją historię z Księstwem Sabaudii-Piemontu ze stolicą w Turynie. Podczas wojen Franciszka I z cesarzem Karolem V w 1543 roku Nicea została złupiona po oblężeniu przez połączone wojska francusko-tureckie (Oblężenie Nicei (1543)).
W 1660 roku opanowana przez francuski ród książęcy Gwizjuszy. W 1626 roku otwarcie portu i liberalizacja zasad handlowych doprowadziły do rozwoju miasta. W 1691 roku opanowana przez marszałka Nicolasa Cantinat, jednak księstwo Sabaudii odzyskało Niceę w 1696 roku. Ponownie wojska francuskie obległy miasto w 1705 roku podczas kampanii Ludwika XIV przeciwko Wiktorowi Amadeuszowi II w trakcie wojny o sukcesję hiszpańską. W trakcie trwającego 54 dni bombardowania doszczętnie zniszczono zamek w Nicei. W 1713 roku na mocy Pokoju w Utrechcie Nicea pozostała przy Księstwie Sabaudii, które od roku 1720, po objęciu Sardynii, zaczęto nazywać Królestwem Sardynii.
Gdy wybuchła wojna o austriacką sukcesję (1741–1748) król Karol Emanuel III w 1745 roku pobił dwie armie francuskie, zwyciężył także w 1747 roku, dzięki czemu w ramach Pokoju w Akwizgranie (1748) powstrzymał ekspansję francuską na Niceę. Zajęta w 1792 roku przez francuskie wojska Napoleona Bonaparte, wróciła po Kongresie wiedeńskim w 1815 roku do Królestwa Sardynii.
Po Układzie z Plombières w 1858, a potem Traktacie w Zurichu i Traktacie w Turynie odstąpiona Francji przez Królestwo Sardynii w 1860 roku w zamian za pomoc w zdobyciu Lombardii w czasie wojny z Austrią i zjednoczeniu Włoch. W czasie II wojny światowej 11 listopada 1942, w reakcji na podjętą przez aliantów operację „Torch”, wojska niemieckie zajęły większość Francji Vichy, a wojska włoskie (pułk kawalerii Nizza Cavalleria) wkroczyły do Nicei. Po kapitulacji Włoch 8 września 1943 miasto zostało zajęte przez siły niemieckie. 26 maja 1944 lotnictwo USA zbombardowało stację św. Rocha, jednak zginęło wtedy kilkuset cywilów. 28 sierpnia 1944 w wyniku powstania oddziały ruchu oporu wyzwoliły Niceę.
26 lutego 2001 podpisano w Nicei Traktat nicejski reformujący Unię Europejską. 14 lipca 2016 w mieście miał miejsce zamach terrorystyczny, w wyniku którego zginęło 87 osób.

## Klimat
Nicea leży w strefie klimatu subtropikalnego, na pograniczu subtropikalnego–wilgotnego i śródziemnomorskiego, ze średnią roczną temperaturą 20 °C w dzień i 13 °C w nocy. Sezon letni trwa tu przez 6 miesięcy, od maja do października, w kwietniu i listopadzie także od czasu do czasu występują temperatury powyżej 20 °C w dzień. Na wybrzeżu występuje ok. 8 dni upalnych, po 3-4 dni w lipcu i sierpniu. Zimy są chłodne i łagodne, ze średnią temperaturą 13 do 14 °C w dzień i 6 °C w nocy, od grudnia do lutego. Nicea ma tylko nieco ponad 62 dni deszczowe rocznie przy opadach ≥1mm, 92 dni deszczowe rocznie przy opadach ≥0,1mm, ze średnią kilka dni deszczowych w miesiącu.
| Miesiąc                                                                                                   | Sty  | Lut  | Mar  | Kwi  | Maj  | Cze  | Lip  | Sie  | Wrz  | Paź  | Lis  | Gru  | Roczna |
| --- | ---- | ---- | ---- | ---- | ---- | ---- | ---- | ---- | ---- | ---- | ---- | ---- | ------ |
| Średnie temperatury w dzień [°C]                                                                          | 13,3 | 13,5 | 15,4 | 17,4 | 21,0 | 24,7 | 27,5 | 27,9 | 24,8 | 21,0 | 17,0 | 14,1 | 19,8   |
| Średnie dobowe temperatury [°C]                                                                           | 9,5  | 9,8  | 11,8 | 14,1 | 17,7 | 21,4 | 24,1 | 24,5 | 21,2 | 17,5 | 13,3 | 10,3 | 16,3   |
| Średnie temperatury w nocy [°C]                                                                           | 5,8  | 6,1  | 8,3  | 10,8 | 14,5 | 18,1 | 20,8 | 21,1 | 17,7 | 14,0 | 9,7  | 6,6  | 12,8   |
| Opady [mm]                                                                                                | 73,5 | 53,6 | 51,0 | 68,8 | 40,3 | 35,7 | 13,6 | 17,2 | 81,0 | 128  | 138  | 90,3 | 791    |
| Średnia liczba dni z opadami                                                                              | 5,8  | 5,1  | 4,9  | 6,4  | 5,1  | 3,8  | 1,8  | 2,3  | 4,9  | 7,5  | 8,5  | 6,0  | 62     |
| Średnie usłonecznienie [h]                                                                                | 157  | 166  | 218  | 229  | 271  | 310  | 349  | 323  | 250  | 191  | 152  | 145  | 2761   |
| Źródło: Météo-France (liczba dni z opadami dla wartości 1 mm, 1991–2020, wysokość 2 m n.p.m., nad morzem) |      |      |      |      |      |      |      |      |      |      |      |      |        |

| Sty  | Lut  | Mar  | Kwi  | Maj  | Cze  | Lip  | Sie  | Wrz  | Paź  | Lis  | Gru  | Rok  |
| ---- | ---- | ---- | ---- | ---- | ---- | ---- | ---- | ---- | ---- | ---- | ---- | ---- |
| 13,4 | 13,0 | 13,4 | 14,6 | 18,0 | 21,8 | 23,1 | 23,6 | 22,2 | 19,6 | 17,4 | 14,9 | 17,9 |

## Gospodarka
Nicea jest drugim co do wielkości rynkiem we Francji. Inwestorzy mogą korzystać z pomocy Côte d’Azur Economic Development Agency Team. W Nicei znajduje się centrum konferencyjne: The Palais des Congrès Acropolis. W mieście znajduje się również wiele centrów biznesowych: l’Arenas, Nice the Plain, Nice Méridia, Saint Isidore i Northern Forum. Znajduje się tu także kilka centrów handlowych jak Nicetoile, Nice TNL, Nice Lingostière, Northern Forum, St-Isidore, The Trinity i Cap3000 w Saint-Laurent-du-Var.

## Transport
- Port

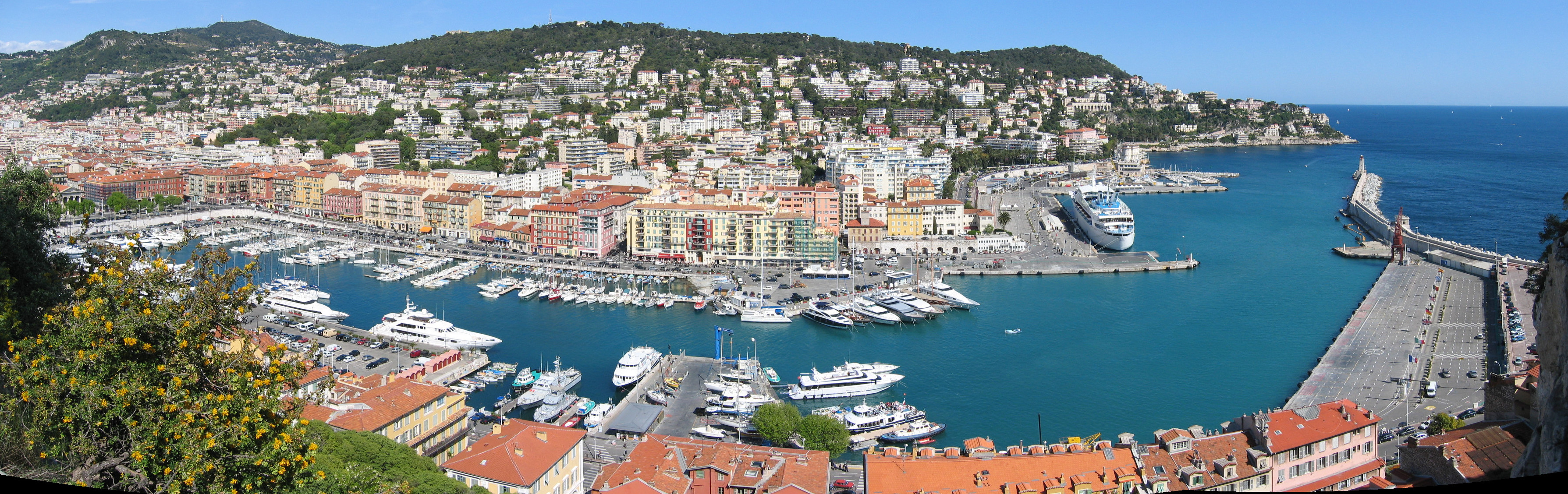
Port

Port w Nicei jest również znany pod nazwą „Lympia”. Jako najbliższy punkt z kontynentalnej Francji do Korsyki, posiada rozwinięte połączenia promami szybkiej prędkości. Promy te znane są pod nazwą NGV (navires à grande vitesse).
- Lotnisko

Port lotniczy Nicea-Lazurowe Wybrzeże jest trzecim pod względem liczby pasażerów lotniskiem we Francji. Lotnisko położone jest na widokowej Promenade des Anglais. W 2013 port obsłużył ponad 11 mln pasażerów.
- Kolej

Główną stacją kolejową Nicei jest Gare de Nice-Ville. Szybkobieżny Pociąg TGV przebywa odcinek z Paryża do Nicei w zaledwie 6 godzin, natomiast podróż do Marsylii można pokonać w 2,5 godziny. Nicea ma również bezpośrednie połączenia międzynarodowe do Włoch i Szwajcarii, a w 2010 we współpracy z kolejami rosyjskimi uruchomiono kursujący raz w tygodniu bezpośredni pociąg relacji Nicea – Moskwa przez Monte Carlo, Mediolan, Innsbruck, Katowice, Warszawę, Mińsk.
Pociąg Nicea-Moskwa przez Warszawę to najdłuższe połączenie w Europie – trasa liczy ponad 3200 km. Oferta jest raczej przeznaczona dla zamożnych fanów kolei, ponieważ bilet z Warszawy jest zdecydowanie droższy od autokaru czy kupionego z wyprzedzeniem biletu (nie tylko tanich) linii lotniczych.
- Drogi

Przez aglomerację nicejską przebiegają autostrada A8 i droga krajowa nr 7 łącząc Marsylię z Włochami.
- Transport publiczny

W Nicei jeżdżą autobusy i tramwaje.

## Turystyka

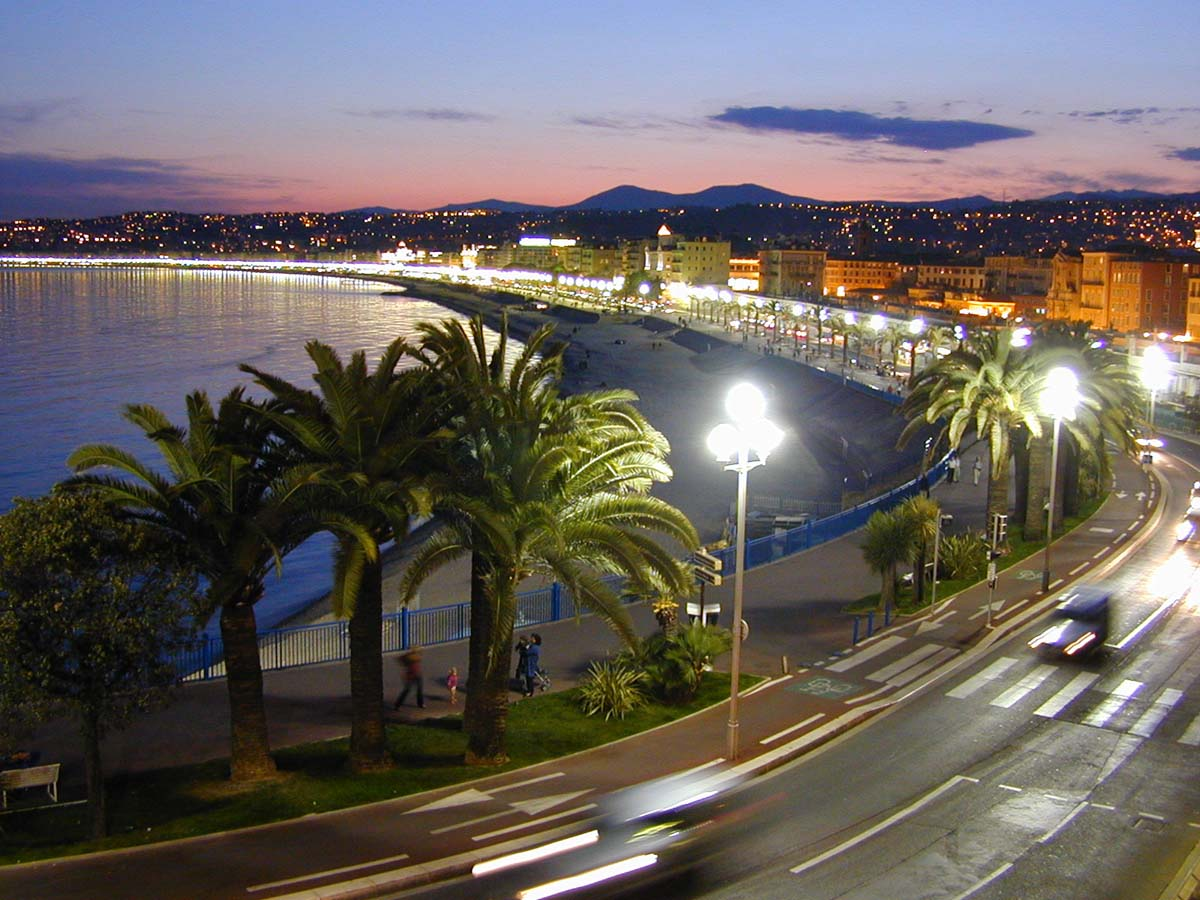
Promenada Anglików

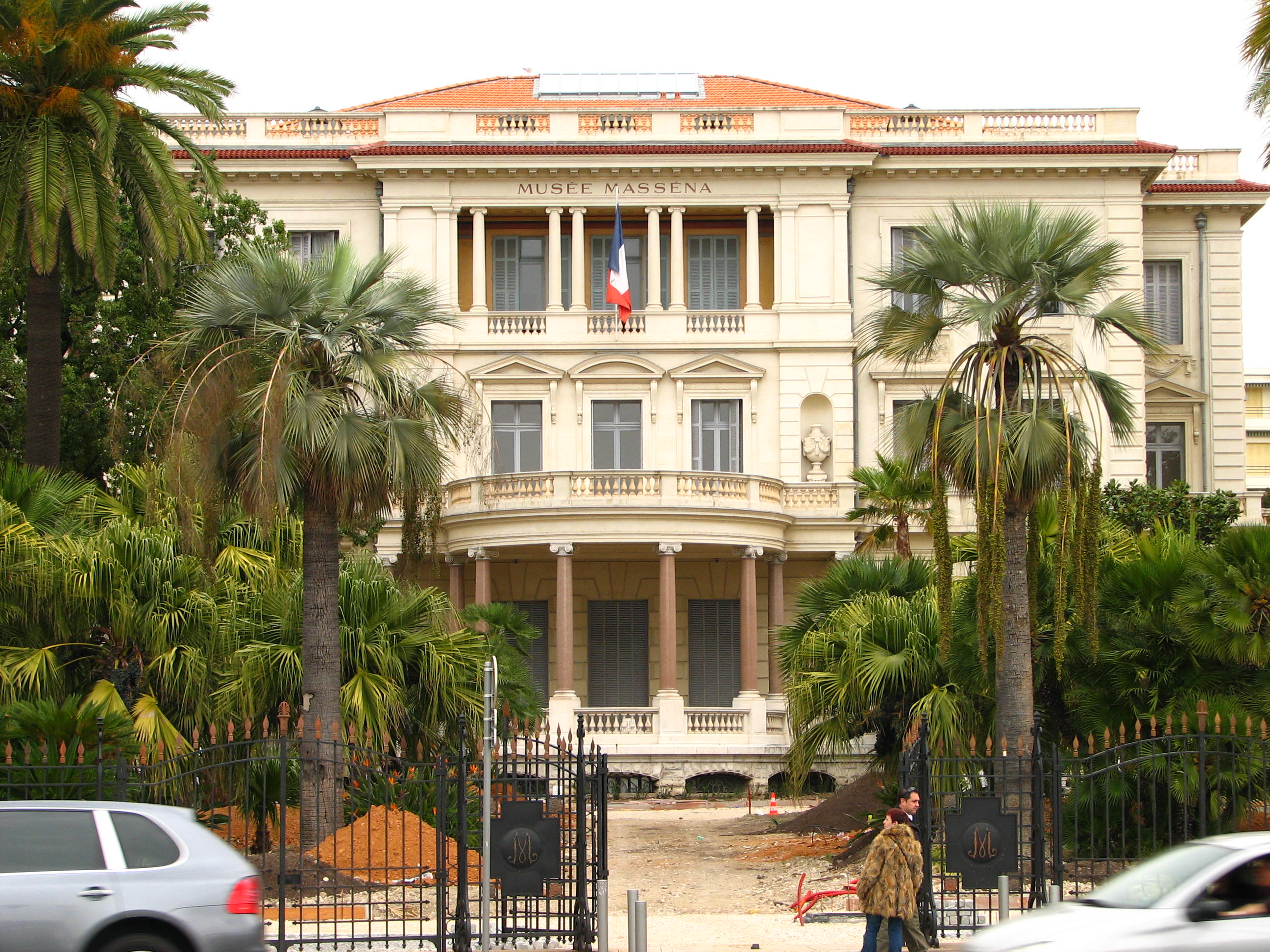
Hôtel Masséna

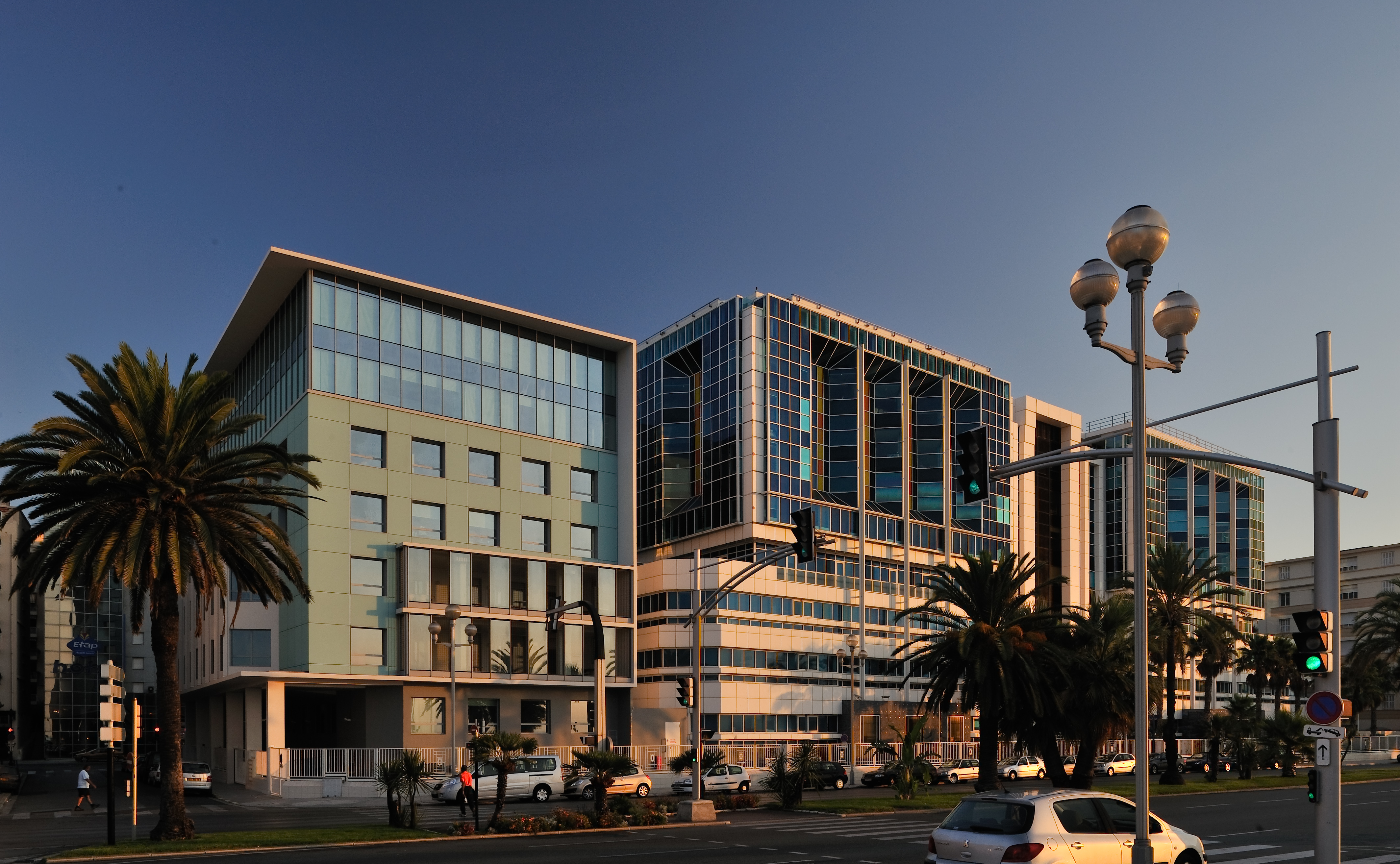
Szpital dziecięcy Fondation Lenval przy promenadzie

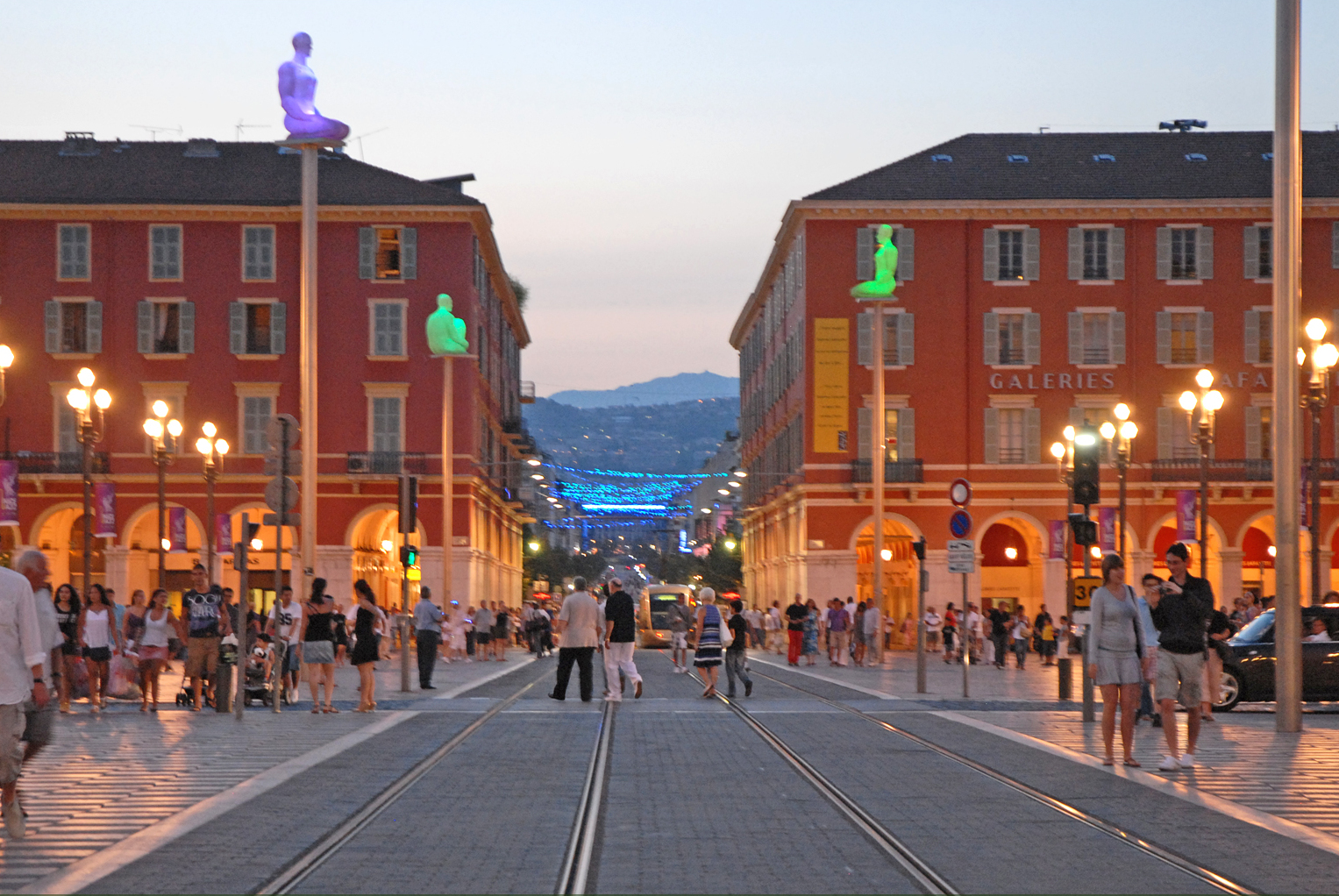
Plac Masséna

Jest to znany ośrodek turystyczny, kąpielisko morskie, uzdrowisko, ośrodek sportu i rozrywki (kasyna gry, coroczny karnawał, regaty, tereny hippiczne). Nicea jest drugą co do ilości miejsc noclegowych i drugą najczęściej odwiedzaną przez turystów miejscowością we Francji. Pierwszą jest stolica kraju – Paryż. W Nicei, w przeciwieństwie np. do Saint-Tropez znajduje się sporo schronisk – hosteli.
W 2017 roku Nicea była 93. najczęściej odwiedzanym miastem na świecie, z liczbą 2,1 miliona turystów w ciągu roku.

## Kuchnia
Kuchnia nicejska jest szczególnie bliska kuchni prowansalskiej, jak również tej z Ligurii czy Piemontu. Oprócz regionalnych składników, takich jak oliwa, sardele, warzywa i owoce morza, można spotkać również składniki przywiezione z dalszych części świata. Różnorodność ta spowodowana jest obecnością portu który pozwalał na wymianę towarów, w tym też składników kulinarnych. Nicea posiada kilka lokalnych potraw. Do najbardziej znanych potraw należą socca, pissaladière czy salade niçoise.

## Zabytki
W Nicei, w dzielnicy Cimiez, znajdują się zachowane ruiny rzymskich term z III wieku, a także ruiny rzymskiego amfiteatru.
Inne budowle:
- ruiny zamku i romańskiej katedry
- kościoły (XIV–XVIII wiek)
  - katedra Sainte-Réparate
  - kościół Saint-François-de-Paule (1736)
  - kościół Saint-Jacques
  - kościół Saint-Augustin
- kościół Matki Bożej Wspomożycielki z 1926 w stylu modernistycznym
- cerkiew św. Mikołaja i św. Aleksandry z 1859 w stylu bizantyjskim
- sobór św. Mikołaja z 1912 w stylu staroruskim
- synagoga z 1886 w stylu neobizantyńskim
- pałac senacki (Palais du Sénat, XVII wiek)
- pałac Lascaris

Inne:
- Observatoire de Nice, obserwatorium astronomiczne
- Lazaret, jaskinia i stanowisko archeologiczne
- Terra Amata, stanowisko archeologiczne

Główną arterią miasta jest Promenade des Anglais (Promenada Anglików) z początku XIX wieku z ogrodem Jardin Albert I. To serce Nicei, gdzie zlokalizowane jest mnóstwo kawiarni, klubów i sklepów. To jedno z najczęściej odwiedzanych miejsc przez turystów przybywających do miasta.

## Muzea
W Nicei znajduje się 100 muzeów oraz 150 galerii. Od 2 stycznia 2015 r. praktycznie wszystkie z nich są płatne dla turystów (10 euro za pojedynczy bilet lub 20 euro za wstęp do wielu placówek w ciągu 7 dni) i bezpłatne dla mieszkańców Nicei po wyrobieniu specjalnego paszportu muzealnego. Niektóre z nich to:
- Muzeum Sztuk Pięknych (Musée des Beaux-Arts) z dziełami impresjonistów (Degasa, Renoira, Moneta i Sisleya);
- Muzeum Sztuki Nowoczesnej i Sztuki Współczesnej (Musée d’Art moderne et d’Art contemporain) (prace Warhola, Lichtensteina i Nolanda);
- Musée Matisse (bogata kolekcja dzieł Matisse’a) w Villa des Arenes;
- Musée d’Archéologie;
- Musée national Marc Chagall (największa w świecie kolekcja dzieł M. Chagalla – ponad 400 obrazów, rysunków, szkiców, litografii, rzeźb, mozaik i witraży).

## Tożsamość

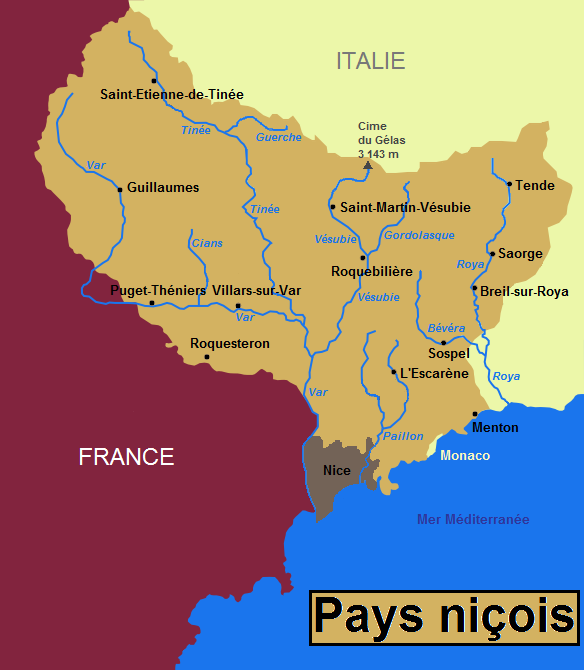
Mapa rejonu nicejskiego

Nicea, do czasu ostatecznego włączenia w skład Francji w 1860 roku, posiadała własną tożsamość historyczną, związaną z kulturą prowansalską oraz podlegała wpływom kultury włoskiej. Językiem rdzennych jej mieszkańców jest nissarda, czyli subdialekt nicejski dialektu prowansalskiego, języka oksytańskiego, obecnie mający ograniczony zasięg w wyniku napływu Francuzów, imigrantów oraz francyzacji ludności miejscowej. Część mieszkańców kultywuje tradycję lokalną, nawiązującą do Hrabstwa Nicei. Jej badaniem i szerzeniem zajmuje się m.in. towarzystwo naukowe Acadèmia Nissarda, które założyli w 1904 roku Alexandre Baréty i Henri Sappia.
W Nicei działa ruch polityczny Nissa Rebela, opowiadający się za autonomią rejonu nicejskiego (Pays niçois, Pays de Nice), czyli obszaru dawnego hrabstwa, odnowieniem tożsamości nicejskiej (w ramach Francji), legalizacją dialektu nicejskiego i nauczaniem go w szkołach, całkowicie przeciwny imigracji spoza Europy, budowie nowych meczetów oraz centralizmowi administracyjnemu i gospodarczemu Paryża i Brukseli. Bardziej radykalny postulat „wygaśnięcia Traktatu Turyńskiego z 1860 roku” i niepodległości rejonu Nicei, choć w praktyce autonomii, stawia ugrupowanie Le Parti Niçois/Partit Nissart. Jej przywódca i założyciel Ligi Restauracji Wolności Nicei (LRLN), historyk Alain Roullier, został zamordowany podczas wyborów municypalnych w 2014 roku.
Nicea posiada własny, nieoficjalny hymn Nissa la Bella (Piękna Nicea), którego autorem jest Menica Rondelly (1854–1935), pisarz, poeta, pracownik Nicejskiego Muzeum Historii Naturalnej i założyciel Komitetu Tradycji Nicejskich w 1911 roku.

## Polonica
- Od XIX wieku Nicea ze względu na dogodny klimat, była znana wśród Polaków jako dobre miejsce dla podreperowania zdrowia. Bywał tu co najmniej sześć razy Zygmunt Krasiński ze swoją kochanką Delfiną Potocką, która kupiła tu Willę Rey (Villa Potocka) w dzielnicy Cimiez. W Nicei w 1846 roku urodził się syn Zygmunta Krasińskiego – Zygmunt junior. Przed 1860 rokiem przebywał w Nicei Józef Ignacy Kraszewski, który opisał swoje wrażenia w Kartkach z podróży. Od lat 70. XIX wieku Władysław Branicki był właścicielem willi Olivetto, która dzisiaj znajduje się na terenie Muzeum Chagalla. W willi tej zmarł jego brat i podróżnik Aleksander Branicki. W Nicei przebywał też często książę Władysław Czartoryski. Swoje wille mieli tu także książę Józef Lubomirski z linii dubieńskiej i Liza Przezdziecka z Czarnego Ostrowia na Podolu, hr. Melchior Gurowski. W 1878 roku zmarł w Nicei największy polski bankier tamtych czasów Leopold Stanisław Kronenberg. Trzy razy w Nicei wakacje spędzała Maria Konopnicka, a jej ostatni pobyt upamiętnia tablica pamiątkowa na domu, w którym mieszkała przy rue de France 63. W lutym 1896 roku Henryk Sienkiewicz skończył w Nicei pisać Quo Vadis, za którą otrzymał Nagrodę Nobla. W 1897 roku ukazała się jego nowela Na jasnym brzegu, w której przedstawił w krzywym zwierciadle życie towarzyskie na Lazurowym Wybrzeżu. W 1902 roku w Nicei przebywał Stefan Żeromski, a ponownie, razem z rodziną, w 1911 roku. Na początku XX wieku Niceę odwiedzali także pisarze: Józef Weyssenhoff, Kornel Makuszyński, Gabriela Zapolska, Adolf Dygasiński[23]. Pracownię w willi Starzyński miał rzeźbiarz Bolesław Starzyński. W Nicei w latach 2008–2013 mieszkał Sławomir Mrożek[24].
- Wielu spośród z przebywających tu Polaków zmarło w czasie kuracji w Nicei i Mentonie, stąd znaczna liczba grobów polskich w tych miejscowościach[25]. Na cmentarzu Caucade w Nicei swoje nagrobki mają polscy malarze Juliusz Bończa-Tomaszewski (1834–1920) i Justyn Kozłowski (1832–1922), generałowie armii polskiej Juliusz Drapella (1886–1946), Jan Leopold Cehak (1880–1946), Zygmunt Piasecki (1893–1954)[26]. Na cmentarzu klasztornym Cimiez mają nagrobki Wanda z Tyszkiewiczów z Czerwonego Dworu oraz Michał Wiszniewski, profesor liceum krzemienieckiego i Uniwersytetu Jagiellońskiego (autor 10-tomowej Historii literatury polskiej)[27]. Na cmentarzu Château pochowani zostali pochodzący z Warszawy przemysłowiec baron Leon Władysław de Lenval (1836–1900) i jego żona Maria Helena z Kronenbergów (1853–1896), którzy po śmierci synka założyli w Nicei w 1885 roku sanatorium dla dzieci, istniejące do dzisiaj jako szpital miejski pod nazwą l’hôpital de Lenval[28].
- W Nicei działają także: stowarzyszenie Amicale des Polonais, parafia przy kościele św. Heleny, szkoła polska (2012)[25].

## Sport
- OGC Nice – klub piłkarski

Nicea będzie gościć Zimowe Igrzyska Olimpijskie 2030. Zostaną w niej rozegrane konkurencje lodowe, m.in. łyżwiarstwo figurowe, short track i hokej na lodzie. W Nicei ma się też odbyć ceremonia zamknięcia igrzysk.

## Znane osoby urodzone w Nicei
- Alfred Binet – psycholog
- Alizé Cornet – tenisistka
- André Masséna – polityk
- Carla Lazzari – piosenkarka
- Charles André van Loo – malarz
- Giuseppe Garibaldi – włoski rewolucjonista
- Gustave Bertrand – generał
- Henry Cavendish – brytyjski chemik i fizyk
- Hugo Lloris – piłkarz
- Jacques Toubon – polityk
- Jenifer Bartoli – piosenkarka i aktorka
- Ksawery Floryanowicz – oficer dyplomowany Wojska Polskiego
- Marina Romanowa – księżniczka Rosji
- Priscilla – piosenkarka i aktorka

## Współpraca
Miejscowości partnerskie:
- Alicante, Hiszpania
- Antananarywa, Madagaskar
- Brisbane, Australia
- Brugia, Belgia (do 1971 r.)
- Cuneo, Włochy
- Edynburg, Wielka Brytania
- Gdańsk, Polska
- Hangzhou, Chiny
- Houston, Stany Zjednoczone
- Jałta, Ukraina
- Kamakura, Japonia
- Kapsztad, Południowa Afryka
- Laval, Kanada
- Libreville, Gabon
- Locarno, Szwajcaria
- Luizjana, Stany Zjednoczone
- Manila, Filipiny
- Miami, Stany Zjednoczone
- Netanja, Izrael
- Norymberga, Niemcy
- Numea, Francja
- Petersburg, Rosja
- Phuket, Tajlandia
- Rio de Janeiro, Brazylia
- Saint-Denis, Francja
- Saloniki, Grecja
- Santa Cruz de Tenerife, Hiszpania
- Segedyn, Węgry
- Sorrento, Włochy
- Xiamen, Chiny